# Hradiště (powiat Rokycany)
Hradiště – gmina w Czechach, w powiecie Rokycany, w kraju pilzneńskim. Według danych z dnia 1 stycznia 2014 liczyła 33 mieszkańców.